# Kimochi wa tsutawaru
Singles de BoA
Amazing kiss
(2001) Listen to my Heart
(2002)
Kimochi wa Tsutawaru est le 3esingle de BoA sorti sous le label Avex Trax le 5 décembre 2001 au Japon. Il atteint la 15e place du classement de l'Oricon et reste classé 10 semaines pour un total de 77 220 exemplaires vendus. La chanson Kimochi wa Tsutawaru se trouve sur l'album Listen to My Heart.

## Liste des titres
| 1. | Kimochi wa Tsutawaru (気持ちはつたわる)                |  |
| 2. | Next Step                                              |  |
| 3. | Amazing Kiss (English Version) (Groove That Soul Mix)  |  |
| 4. | Kimochi wa Tsutawaru (Instrumental) (気持ちはつたわる) |  |
| 5. | Next Step (Instrumental)                               |  |

Vinyl
| 1. | Kimochi wa Tsutawaru (Original Version) (気持ちはつたわる) |  |
| 2. | Kimochi wa Tsutawaru (Instrumental) (気持ちはつたわる)     |  |

| 1. | Next Step (Original Version) |  |
| 2. | Next Step (Instrumental)     |  |